# 张孟闻
张孟闻（1903年—1993年），原名令誉，笔名西屏，男，浙江宁波人，中国动物学家、教育家，两栖类、爬行类动物学专家，曾任复旦大学教授，黑龙江大学教授。为中国国家重点保护野生动物镇海棘螈及贵州疣螈的发现者和命名人。
曾任中国科学社所创办的《科学》月刊主编。